# Edmund Forster
Edmund Forster (ur. 3 września 1878 w Monachium, zm. 11 września 1933 w Greifswaldzie) – niemiecki lekarz psychiatra i neurolog.

## Życiorys
Podczas I wojny światowej służył jako lekarz wojskowy w lazarecie w Pasewalku, gdzie jego pacjentem był Adolf Hitler, który w październiku 1918 roku był tam hospitalizowany z powodu zatrucia gazem bojowym.
Forster był synem profesora uniwersyteckiego. Studiował medycynę na kilku uczelniach, tytuł doktora otrzymał na Uniwersytecie w Strasburgu. Od 1909 roku był docentem w berlińskiej klinice Charité. Po wybuchu I wojny służył jako lekarz okrętowy, od 1916 roku w Belgii, potem w Pasewalku.
Forster wobec Hitlera zastosował hipnozę. Podczas leczenia zapisał w jego aktach m.in. że jest on „psychopatą z objawami histerii” („Psychopath mit hysterischen Symptomen”). Prawdopodobnie Hitler chciał zdobyć swoją dokumentację medyczną, i dlatego Forster 30 kwietnia 1925 roku otrzymał katedrę na Uniwersytecie w Greifswaldzie i został dyrektorem tamtejszej kliniki. Jednak od 1933 roku zaczęły się prześladowania. Przypuszczalnie pod naciskiem gestapo popełnił samobójstwo.

## Prace
- Hysterische Reaktion und Simulation. Monatsschrift für Psychiatrie und Neurologie, Bd. LXII, s. 298–324; 370-381 (1917)